# Sveučilišni kampus
Sveučilišni kampus (lat. campus) je zdanje koje okuplja sveučilišne, kulturne, gospodarske, športske i stambene ustanove na jednomu mjestu radi objedinjavanja sveučilišnih sadržaja. Kao organizacijski koncept razvio se u Sjedinjenim Američkim Državama, prvo na Princetonu, a onda i na ostalim koledžima i sveučilišta. Može uključivati i znanstveno-istraživačke ustanove, a s razvojem suvremenih tehnologija sveučilišni se kampovi sve više uklapaju u tehnološke parkove i istraživačka središta.
Sveučilišni kampus obično čine zgrade fakulteta, rektorata, uprave, studentski dom, knjižnica i dr.
Najstariji sveučilišni kampus u Hrvatskoj onaj je Sveučilišta u Splitu, koji se s izgradnjom počeo 1976. godine. Najveći je Znanstveno-učilišni kampus Sveučilišta u Zagrebu na Borongaju.